# 5805 Glasgow
För andra betydelser, se Glasgow (olika betydelser).
5805 Glasgow eller 1985 YH är en asteroid i huvudbältet som upptäcktes den 18 december 1985 av den amerikanske astronomen Edward L.G. Bowell vid Anderson Mesa Station. Den är uppkallad efter den skotska staden Glasgow.
den tillhör asteroidgruppen Eunomia.